# اوبرلایشترسباخ
اوبرلایشترسباخ (به آلمانی: Oberleichtersbach) یک شهر در آلمان است که در Bad Kissingen واقع شده‌است. اوبرلایشترسباخ  ۲٬۱۰۶ نفر جمعیت دارد.